# Daniel McNaughton
Daniel M'Naghten (a veces escrito McNaughtan o McNaughton) (1813 - 3 de mayo de 1865) fue un tornero escocés que asesinó al funcionario inglés Edward Drummond mientras sufría delirios paranoicos. A través de su juicio y sus consecuencias, ha dado su nombre a la prueba legal de locura criminal en Inglaterra y otras jurisdicciones de derecho consuetudinario conocidas como las reglas de M'Naghten.

## Primeros años de vida
La mayor parte de lo que se sabe sobre M'Naghten proviene de las pruebas presentadas en su juicio y de los informes periodísticos que aparecieron entre su arresto y el juicio. Nació en Escocia (probablemente Glasgow) en 1813, hijo ilegítimo de un tornero y terrateniente de Glasgow, también llamado Daniel M'Naghten. Después de la muerte de su madre Ada, M'Naghten se fue a vivir con la familia de su padre y se convirtió en aprendiz y luego en oficial en el taller de su padre en Stockwell Street, Glasgow. Cuando su padre decidió no ofrecerle una sociedad, M'Naghten abandonó el negocio y, después de una carrera de tres años como actor, regresó a Glasgow en 1835 para montar su propio taller de torneado de madera.
Durante los siguientes cinco años, dirigió un exitoso negocio de torneado de madera, primero en Turners Court y luego en Stockwell Street. Era sobrio y laborioso, y viviendo frugalmente pudo ahorrar una suma considerable de dinero. En su tiempo libre, asistía al Instituto de Mecánica de Glasgow y a la Sociedad de Debate del Ateneo, caminaba y leía. Aprendió francés por su cuenta para poder leer La Rochefoucauld. Sus puntos de vista políticos eran radicales y empleó al cartista Abram Duncan en su taller.
En diciembre de 1840, M'Naghten vendió su negocio y pasó los siguientes dos años en Londres y Glasgow, con un breve viaje a Francia. En el verano de 1842 asistió a conferencias sobre anatomía en Glasgow, pero por lo demás, no se sabe qué hizo con su tiempo. Mientras estuvo en Glasgow en 1841, se quejó ante varias personas, incluido su padre, el comisionado de policía de Glasgow y un parlamentario, de que los conservadores lo perseguían y lo seguían sus espías. Nadie lo tomó en serio, creyéndolo engañado.

### Controversia sobre el pronunciamiento de su apellido
Hay desacuerdo sobre cómo se debe escribir el nombre de M'Naghten (Mc o M' al principio, au o a en el medio, a, e, o o u al final). M'Naghten es favorecido tanto en los informes legales ingleses como estadounidenses, aunque el informe original del juicio usó a M'Naughton; Los registros de Bethlem y Broadmoor usan McNaughton y McNaughten. En un libro de 1981 sobre el caso, Richard Moran, profesor de criminología en Mount Holyoke College, usa la ortografía McNaughtan, argumentando que esta era la ortografía familiar. Hasta 1981, solo había una firma conocida: la que M'Naghten colocó en una declaración jurada dada ante el magistrado de Bow Street durante su comparecencia. Esta firma, conservada en el Archivo de la Policía Metropolitana en la Oficina de Registros Públicos en Chancery Lane, Londres, llamó la atención de los juristas por primera vez en 1956. Según una autoridad del Museo Británico, esta firma se deletreaba McNaughtun. Dado que esta ortografía no se ajustaba a ninguna de las de uso popular, no ayudó a resolver la controversia.
Moran descubrió una segunda firma durante su investigación. En la portada de Scotch Reformers Gazette, edición suplementaria del 4 de marzo de 1843, apareció un boceto de artista de Daniel M'Naghten de pie en el muelle de Old Bailey, acompañado de un grabado de su firma. Esta firma reveló que la u aparente en la firma de Bow Street era en realidad una a. También indicó que los impresores usaban el apóstrofe para significar una letra c minúscula colocada sobre la línea, ya que Scotch Reformers Gazette, en el artículo que acompañaba al boceto y la firma, usaba un apóstrofe invertido para parecerse más a la letra c. La ortografía "McNaughtan" se confirmó en el Directorio Postal de Glasgow de los años 1835 a 1844. Si bien los victorianos no siempre fueron consistentes en la forma en que deletreaban sus nombres, incluso en los documentos oficiales, varias firmas del padre de M'Naghten, descubiertas al examinar los registros financieros del Banco de Escocia indican que la ortografía "McNaughtan" fue la utilizada por la familia.

## Asesinato de Drummond
En enero de 1843, se notó que M'Naghten actuaba de manera sospechosa en Whitehall en Londres. En la tarde del 20 de enero, el secretario privado del primer ministro, el funcionario Edward Drummond, caminaba hacia Downing Street desde Charing Cross cuando M'Naghten se le acercó por detrás, sacó una pistola y le disparó a quemarropa en la espalda. M'Naghten fue dominado por un agente de policía antes de que pudiera disparar una segunda pistola. En general, se piensa, aunque la evidencia no es concluyente, que M'Naghten tenía la impresión de que había disparado contra el primer ministro Robert Peel.
En un principio se pensó que la herida de Drummond no era grave. Se las arregló para alejarse, le quitaron la bala y los primeros informes periodísticos fueron optimistas: "Se extrajo la bala. No hay ninguna parte vital lesionada, y [los cirujanos] Guthrie y Bransby Cooper tienen todas las razones para creer que Drummond lo está haciendo muy bien". Pero surgieron complicaciones y, posiblemente, debido al sangrado y las sanguijuelas de los cirujanos, Drummond murió cinco días después.
M'Naghten compareció en el tribunal de magistrados de Bow Street la mañana siguiente al intento de asesinato. Hizo unas breves declaraciones en las que describió cómo la persecución de los Tories lo había llevado a actuar: "Los Tories en mi ciudad natal me han obligado a hacer esto. Me siguen, me persiguen dondequiera que vaya y han destruido por completo mi paz". mente... Se puede probar con evidencia. Eso es todo lo que tengo que decir". De hecho, era todo lo que tenía que decir. Nunca volvió a hablar sobre el asesinato (aparte de una docena de palabras cuando se le pidió que se declarara culpable o inocente en la lectura de cargos).

### Juicio
Cuando arrestaron a M'Naghten, se le encontró un recibo bancario por valor de 750 libras esterlinas. Su padre solicitó con éxito al tribunal que se liberara el dinero para financiar su defensa y que se aplazara el caso para reunir pruebas relacionadas con el estado mental de M'Naghten. Se fijó una fecha para el viernes 3 de marzo. La rapidez y eficacia con que se organizó la defensa de M'Naghten sugiere que varias personalidades poderosas del derecho y la medicina esperaban la oportunidad de introducir cambios en la ley sobre la locura criminal.
El juicio de M'Naghten por el "asesinato intencional del Sr. Drummond" tuvo lugar en el Tribunal Penal Central, Old Bailey, el jueves y viernes 2 y 3 de marzo de 1843, ante el presidente del Tribunal Supremo Tindal, el juez Williams y el juez Coleridge. Cuando se le pidió que se declarara culpable o no culpable, M'Naghten había dicho "La persecución me llevó a la desesperación" y, cuando se le presionó, "Soy culpable de disparar", lo que se tomó como una declaración de inocencia. El equipo de defensa de M'Naghten estuvo dirigido por uno de los abogados más conocidos de Londres, Alexander Cockburn. Estuvo a cargo de la acusación en el caso el fiscal general, Sir William Follett (el fiscal general estaba ocupado en Lancaster procesando a Feargus O'Connor y otros 57 cartistas tras los disturbios de los enchufes).
Tanto la acusación como la defensa basaron sus casos en lo que constituía una defensa legal de locura. Ambas partes acordaron que M'Naghten sufría delirios de persecución. La acusación argumentó que, a pesar de su "locura parcial", era un agente responsable, capaz de distinguir el bien del mal y consciente de que estaba cometiendo un delito. Se presentaron testigos, incluida su casera y su profesor de anatomía, para que testificaran que, en general, parecía cuerdo. Cockburn abrió su defensa reconociendo que había dificultades en la aplicación práctica del principio de la ley inglesa que eximía a una persona demente de responsabilidad legal y castigo legal. Continuó diciendo que los delirios de M'Naghten habían provocado un colapso del sentido moral y la pérdida del autocontrol que, según los expertos médicos, lo habían dejado en un estado en el que ya no era un "ser razonable y responsable". . Citó extensamente al jurista escocés Baron Hume y al psiquiatra estadounidense Isaac Ray. Se produjeron testigos de Glasgow para dar testimonio sobre el comportamiento extraño de M'Naghten y las denuncias de persecución. Luego, la defensa llamó a testigos médicos, incluidos el Dr. Edward Monro, Sir Alexander Morison y el Dr. Forbes Winslow, quienes declararon que los delirios de M'Naghten lo habían privado de "toda moderación sobre sus acciones". Cuando la acusación se negó a presentar testigos médicos para contrarrestar esta evidencia, el juicio se detuvo. Luego, Follet pronunció un breve discurso de clausura de disculpas que concluyó con las palabras "No puedo presionar para que se emita un veredicto contra el preso". El presidente del Tribunal Supremo Tindal, en su resumen, enfatizó que la evidencia médica estaba de un solo lado y recordó al jurado que si encontraban al prisionero no culpable por demencia, se le cuidaría adecuadamente. El jurado, sin retirarse, dictó un veredicto de inocencia por demencia.

### Teorías alternativas
En 1843, un cirujano que se oponía a la sangría publicó un panfleto anónimo en el que afirmaba que Drummond no murió por el disparo de M'Naghten, sino por el tratamiento médico que recibió después. Dijo que una herida de bala como la sufrida por Drummond no era necesariamente fatal y criticó a los médicos de Drummond por quitarle la bala apresuradamente y por las repetidas sangrías.
En su libro Knowing Right From Wrong, Richard Moran, profesor de sociología en Mount Holyoke College, argumenta que hay aspectos del caso de M'Naghten que nunca se han explicado por completo. Duda de que el dinero encontrado en M'Naghten en el momento de su arresto (750 libras esterlinas (valor actual en 80.000 libras esterlinas)) pudiera haber venido en su totalidad de su negocio de torneado de madera, y señala que la actividad política de M'Naghten y la posibilidad de que pueda haber haber sido un elemento de verdad a sus denuncias de persecución fueron ignoradas por el tribunal. Más recientemente, ha dicho que nueva evidencia sugiere que M'Naghten era un "activista político que fue financiado para asesinar al primer ministro" y que posteriormente fingió locura.